# L'italiana in Londra
L'italiana in Londra és una òpera en dos actes composta per Domenico Cimarosa sobre un llibret italià de Giuseppe Petrosellini. S'estrenà al Teatro Valle de Roma el 28 de desembre de 1779. La tardor de 1794 es representà a Gènova com La virtù premiata.

## Origen i context
Es considera que és el primer èxit autèntic de Cimarosa i l'òpera que va fer que el nom del músic es difongués per tot Europa. No obstant això, entre Le stravaganze del conte i L'italiana in Londra hi ha una dotzena d'obres entre les quals, sense ser autèntiques joies, algunes brillen amb llum pròpia, com per exemple I tre amanti o Il fanatico per gli antiche romani.
L'italiana in Londra va comptar amb llibret de Petrosellini, autor d'El barber de Sevilla de Paisiello. Crescenti va tenir el paper de la protagonista, Buscani el de còmic toscà (és a dir, cantava en italià) i Luzio el de buffo napolità.

## Representacions
L'òpera es va difondre ràpidament i el 10 de juliol de 1780 es va presentar a La Scala, teatre
inaugurat un parell d'anys abans. Després va iniciar un viatge a través d'Europa, passant per Alemanya, Àustria, Hongria, Espanya, França, Portugal i Rússia, on Cimarosa havia estat director d'orquestra a la ciutat de Sant Petersburg.
Aquesta seria la primera òpera de Cimarosa que arribava a Barcelona, ciutat on el compositor tingué les preferències del públic durant més de vint anys i, pròpiament, fins a l'arribada de Rossini. la música del qual Cimarosa anuncia d'una manera molt clara en un bopn nombre de passatges de les seves partitures. Aquesta estrena a Barcelona va causar sensació, com ho demostra que es va incloure en la següent temporada amb un gran nombre de representacions.